# Drive (Béla Fleck)
Drive is een album van de Amerikaanse banjospeler Béla Fleck. Het album werd gemaakt aan het einde van Flecks carrière in de band New Grass Revival en voordat de Flecktones compleet was. Op het album staan alleen nummers geschreven door Fleck zelf. 

## Tracklist
1. Whitewater
2. Slipstream
3. Up and Around the Bend
4. Natchez Trace
5. See Rock City
6. The Legend
7. The Lights of Home
8. Down in the Swamp
9. Sanctuary
10. The Open Road
11. Crucial Country Breakdown